# خسوس ایرادیر
خسوس ایرادیر (اسپانیایی: Jesús Iradier‎؛ زادهٔ ۱۹ ژوئیهٔ ۱۹۴۹) بازیکن بسکتبال اهل اسپانیا بود.
از باشگاه‌هایی که در آن بازی کرده‌است می‌توان به باشگاه بسکتبال ساسکی باسکونیا اشاره کرد.